# Ymsen
Ymsen är en sjö i Mariestads kommun och Töreboda kommun i Västergötland och ingår i Göta älvs huvudavrinningsområde. Sjön är 4,2 meter djup, har en yta på 13,1 kvadratkilometer och befinner sig 71 meter över havet. Sjön avvattnas av vattendraget Ölebäcken. Vid provfiske har en stor mängd fiskarter fångats; bland annat abborre, björkna, braxen och gers.
Vid sjön finns ett flertal stora gårdar, såsom Borrud Säteri, Långåker, Ymsjöholm, Båstebacken, Hallansberg, Nyrud, Säckestad Gård, Jula Säteri, Julbotorp och Julaholm (Kolabotten). Den gamla borgen Ymseborg, nu i ruiner, ligger vid sjöns västra del även ruiner av Biskopsgården i Säckestad ligger sydost. Den norra delen av sjön begränsas av Fredsbergs mosse och i söder ligger Jula mosse.
Badplats finns vid sjöns södra del vid Jula Mosse vid väg 201. Det finns även en badplats vid sjöns norra del intill väg 202 mellan Mariestad och Töreboda. Denna badplats är restaurerad år 2019.

## Delavrinningsområde
Ymsen ingår i delavrinningsområde (650414-139156) som SMHI kallar för Utloppet av Ymsen. Delavrinningsområdets medelhöjd är 79 meter över havet och ytan är 45,26 kvadratkilometer. Det finns inga delavrinningsområden uppströms utan avrinningsområdet är högsta punkten. Ölebäcken som avvattnar delavrinningsområdets har biflödesordning 3, vilket innebär vattnet flödar genom totalt 3 vattendrag innan det når havet efter 239 kilometer. Delavrinningsområdet består mestadels av skog (28 %), öppen mark (10 %) och jordbruk (26 %). Avrinningsområdet har 13,1 kvadratkilometer vattenytor vilket ger det en sjöprocent på 28,9 %.

## Fisk
Vid provfiske har följande fisk fångats i sjön:
| - Abborre - Björkna - Braxen - Gärs - Gädda - Gös - Karpfisk obestämd - Löja - Mört - Ruda - Sarv | - Sutare |